# Chiesa della Santissima Trinità (Napoli)

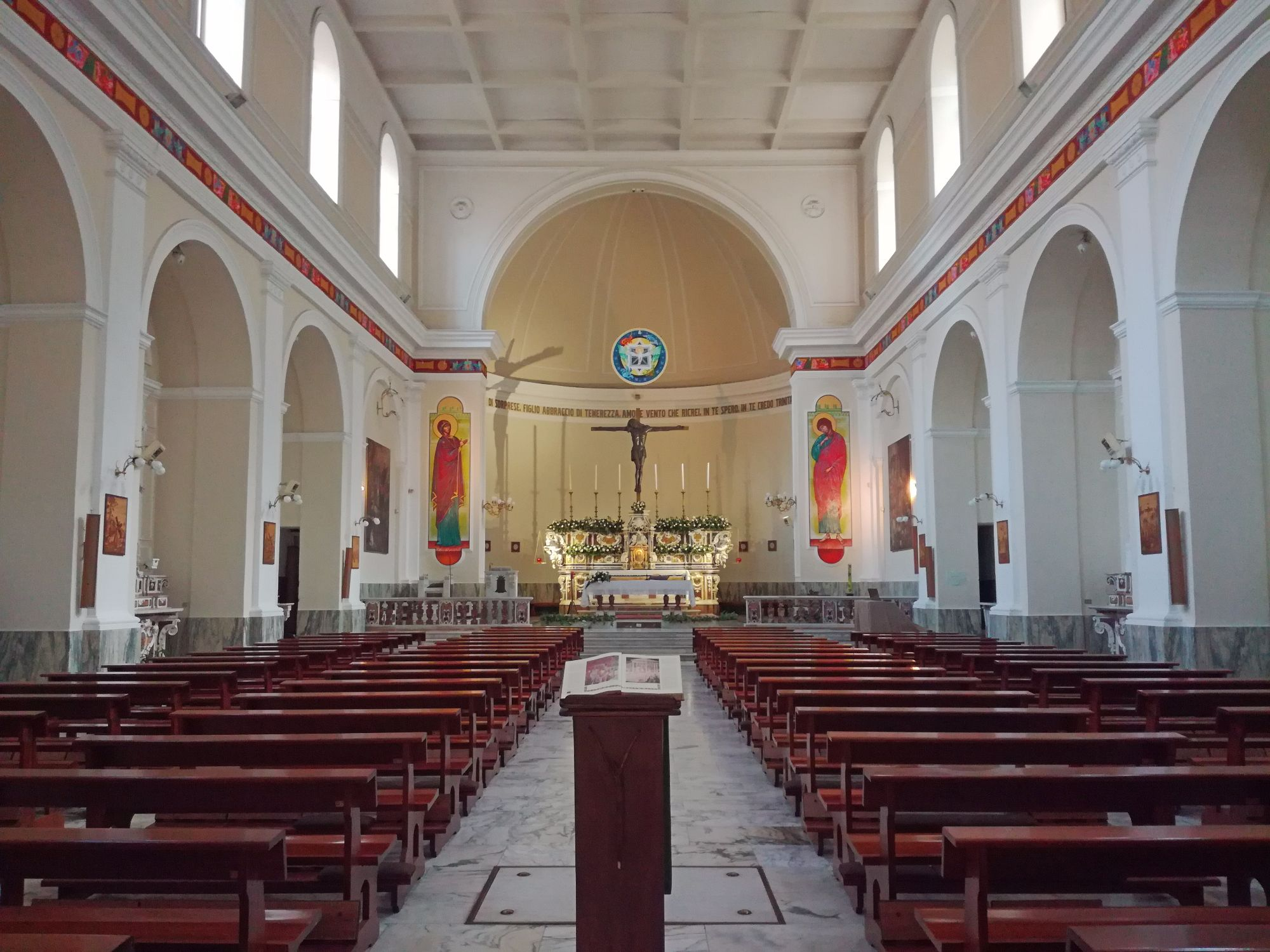
L'interno

La chiesa della Santissima Trinità (o chiesa di San Tommaso d'Aquino) è una chiesa di Napoli, sita in via Tasso.

## Storia
Nel 1932 fu demolita la chiesa di San Tommaso d'Aquino per i lavori di ricostruzione del Rione Carità. In compenso si decise di costruire una nuova chiesa sulla collina del Vomero, in via Tasso, dove poter ricostruire il demolito tempio e trasferirvi gli arredi e le decorazioni artistiche.
Il 19 maggio 1934 cominciarono le pratiche per la sua costruzione e fu consacrata nel 1935, sebbene non fosse stata ancora ultimata. Le fu dato il titolo di chiesa della Santissima Trinità proveniente dalla chiesa della Santissima Trinità alla Cesarea, che fu chiusa in quanto pericolante, e temporaneamente affidato alla piccola chiesa di San Lorenzo, ubicata sempre in via Tasso.

## Descrizione
L'interno, caratterizzato da una sola navata, è molto simile a quello del vecchio tempio, come del resto la facciata, che riprende quella vecchia secondo i dettati dell'allora soprintendente Gino Chierici.
L'attuale luogo di culto possiede anche molti arredi della vecchia chiesa, come il portale d'ingresso in piperno, alcuni altari e vari dipinti. In particolare il pregevole altare maggiore seicentesco in marmi policromi (che tuttavia non è l'originario altare maggiore della chiesa di San Tommaso, che fu inspiegabilmente perduto) modificato nel XVIII secolo quando vi furono aggiunti i gradini e i due angeli alle estremità, opera della bottega di Giuseppe Sanmartino. Il paliotto è stato probabilmente lavorato negli anni trenta del XVII secolo da Costantino Marasi e Giovanni Mozzetta. Anche due altari laterali, di metà Settecento e di aspetto rococò, provengono dalla vecchia chiesa.
I dipinti di Domenico Maino (allievo di Luca Giordano) furono trasferiti nel Museo Diocesano; molti furono poi a loro volta trasferiti nella Basilica dell'Incoronata Madre del Buon Consiglio.